# HOV Velsen
HOV Velsen is een hoogwaardige bustracé tussen het strand van IJmuiden en Haarlem Noord. De aanleg begon in 2011 en werd in 2017 in gebruik genomen. De HOV-lijn maakt onderdeel uit van het R-net.

## Geschiedenis
De aanleg van HOV Velsen was een gezamenlijk project van de provincie Noord-Holland en de gemeente Velsen. Op 5 oktober 2010 ondertekenden de provincie en de gemeente een samenwerkingsovereenkomst waarin de afspraken staan voor de uitvoering en financiering van het project. In het voorjaar van 2011 werd begonnen met de aanleg van het tracé. De aanleg was opgedeeld in tien deelprojecten. De provincie voerde drie deelprojecten uit, de gemeente voerde zeven deelprojecten uit. Sinds april 2017 is de busbaan in gebruik die is aangelegd op een deel van het tracé van de oude spoorlijn Santpoort Noord - IJmuiden.

## Tracé
Het HOV Velsen verzorgt busdiensten tussen IJmuiden aan Zee en Haarlem-Noord. Door de komst van de snelbus kregen IJmuiden en Velsen aansluiting op het regionale HOV-netwerk. De snelbus tussen Haarlem en IJmuiden rijdt voor een groot deel over bestaande wegen. Om de bus voorrang te geven, werden de wegen aangepast en kwamen er speciale verkeersregelinstallaties.  Op de oude spoorlijn in Driehuis en IJmuiden werd een nieuwe busbaan aangelegd waarop alleen de snelbus rijdt.
Het tracé vanaf Station Haarlem door Haarlem-Noord werd binnen het project HOV Haarlem-Noord geschikt gemaakt voor het hoogwaardig openbaar vervoer.

## Haltes
In totaal heeft HOV Velsen 10 haltes. Omdat de snelbus een gedeelte over het oude spoor rijdt, is er een halte in Driehuis in de buurt van begraafplaats Westerveld (op de locatie van het voormalig Station Westerveld) en in IJmuiden bij de Stadsschouwburg. De snelbus rijdt niet meer langs de haltes Van den Vondellaan in Driehuis en Zeeweg in IJmuiden. De haltes Orionweg, Kromhoutstraat, Camping de Duindoorn, Badweg en IJmuiden aan Zee worden alleen bediend door lijn 382.

## Lijnvoering
Lange tijd was niet bekend welke buslijnen over de busbaan door Velsen zouden gaan rijden. Er werd gesproken over het doortrekken van lijn 300 van de Zuidtangent van Haarlem naar IJmuiden.
De vrijliggende busbaan werd sinds april 2017 gebruikt door buslijn 75 maar werd in september 2017 vervangen door R-netlijn 385. Sinds 10 december 2017 rijdt nachtlijn N30 van station Amsterdam Bijlmer ArenA naar IJmuiden. Tussen de Dennekoplaan en het strand rijdt sinds 2019 alleen nog bus 382. 